# Hiroshi Noguchi
Hiroshi Noguchi (jap. 野口 裕司, Noguchi Hiroshi; * 25. Februar 1972 in der Präfektur Ibaraki) ist ein ehemaliger japanischer Fußballspieler.

## Karriere
Noguchi erlernte das Fußballspielen in der Schulmannschaft der Sakai High School und der Universitätsmannschaft der Komazawa-Universität. Seinen ersten Vertrag unterschrieb er 1994 bei Kyoto Purple Sanga. Der Verein spielte in der zweithöchsten Liga des Landes, der Japan Football League. 1995 wurde er mit dem Verein Vizemeister der Japan Football League und stieg in die J1 League auf. Am Ende der Saison 2000 stieg der Verein in die J2 League ab. 2001 wurde er mit dem Verein Meister der J2 League und stieg in die J1 League auf. 2002 gewann er mit dem Verein den Kaiserpokal. Für den Verein absolvierte er 228 Spiele. 2003 wechselte er zum Zweitligisten Omiya Ardija. Für den Verein absolvierte er 24 Spiele. Ende 2003 beendete er seine Karriere als Fußballspieler.

## Erfolge
Kyoto Purple Sanga
- Kaiserpokal

Sieger: 2002